# Tonik
A tonik (angolul tonic water vagy Indian tonic water) olyan szénsavas üdítőital, melyben kinint oldanak fel.  A kinin lényegében egy természetes kristályos alkaloid, melyet a kínafa (kininfa) kérgéből vonnak ki és az ebből őrölt finom port keverik különböző italokba (tonikba). Az eredetileg malária ellenszereként használt ital ma legtöbbször lényegesen kevesebb kinint tartalmaz, és jellegzetesen keserű íze miatt fogyasztják. Gyakran készítenek belőle kevert italt, főleg gin-tonikot.

## Története
Az ital a keserű összetevőjének gyógyhatásáról kapta nevét („erősítő víz”). A kinint a malária megelőzésére adták hozzá, mert eredetileg dél-ázsiai és afrikai fogyasztásra szánták, ahol ez a betegség elterjedt. A gin-tonik az indiai brit gyarmatokról származik, ahol az eredeti, különösen keserű tonikot ginnel keverték, hogy ihatóbb legyen.
2005 óta elszaporodtak a piacon a minőségi tonikok, és fontosabbá vált a valódi kinin használata is az ízesítők helyett. Ezek az elterjedtebb márkáknak két-háromszorosába kerülnek és az „up-selling” új eszközeinek tartják őket.

## Kinintartalom
A gyógyhatású tonik eredetileg csak szódavizet és nagy mennyiségű kinint tartalmazott. A mai változat kevesebb kinint tartalmaz, amit csak az íze miatt kevernek bele. Ennek következményeként a mai tonik sokkal kevésbé keserű, és általában kukoricasziruppal vagy cukorral édesítik, vagy diétás változat esetén édesítőszerrel. A hagyományos, csak szódavizet és kinint tartalmazó tonik kevésbé elterjedt, de a keserű íz kedvelői sokszor előnyben részesítik.
Az Egyesült Államokban az FDA legfeljebb 83 ppm kinint engedélyez a tonikban (kb. 83 mg/l-t), mely 25–50%-a a gyógyászatban használt mennyiségnek. Ettől függetlenül is gyakran ajánlják azonban a tonikot görcsoldóként. Dr. Jim Mitterando szerint „a kinin egyike azon ritka hatóanyagoknak, melyek hasznosak az éjjeli görcsök ellen. A kinin kis mennyiségben található meg a tonikban (a gyógyászati mennyiség egytizede). 2,5–5 dl elfogyasztása éjjelenként jó hatással lehet a görcsökre.” Ennek ellenére az FDA nyilatkozata szerint a nem orvos által felírt kininforrásokat, mint amilyen a tonik is, a kininnel járó kockázatok miatt nem ajánlott gyógyszerként fogyasztani.

## Fogyasztása
A tonik gyakori koktélfeltöltő, főleg a ginnel és vodkával készülőkben (például gin-tonikban). A citrom és lime ízesítésű tonikot keserű citromként, illetve keserű lime-ként ismerik. Ezek az italok valamelyest népszerűbbek Európában, mint az Egyesült Államokban.

## A kinin UV-fényben
A tonik kinintartalma UV-fényben fluoreszkál. Ezt különleges effektként is felhasználták például a Hostile Waters című filmben. A kinin érzékenysége az UV-fényre olyan erős, hogy közvetlen napsütésben is látható a hatás.

## Fordítás
- Ez a szócikk részben vagy egészben a Tonic Water című angol Wikipédia-szócikk ezen változatának fordításán alapul.  Az eredeti cikk szerkesztőit annak laptörténete sorolja fel. Ez a jelzés csupán a megfogalmazás eredetét és a szerzői jogokat jelzi, nem szolgál a cikkben szereplő információk forrásmegjelöléseként.